# 다이에이 (연호)
다이에이(大永, だいえい/たいえい)는 일본의 연호(元号) 중 하나이다.
- 전후 : 에이쇼(永正) 이후 - 교로쿠(享禄) 이전.
- 시기 : 1521년 ~ 1527년
- 천황 : 고카시와바라 천황, 고나라 천황
- 쇼군 : 무로마치 막부의 아시카가 요시타네, 요시하루

## 개원(改元)
- 에이쇼 18년 8월 23일(율리우스력 1521년 9월 23일), 전란과 천재지변등을 이유로 개원.
- 다이에이 8년 8월 20일(율리우스력 1528년 9월 3일), 교로쿠로 개원된다.

## 출전
『두씨통전(杜氏通典)』의 「庶務至微至密、其大則以永業」.

## 다이에이 시기에 일어난 일
- 3년
  - 닝보의 난.
- 6년
  - 4월 14일 : 스루가 슈고・이마가와 우지치카가 가법 33개조(이마가와카나모쿠로쿠)를 제정.

## 서력과의 대조표
| 다이에이 | 원년   | 2년    | 3년    | 4년    | 5년    | 6년    | 7년    | 8년    |
| -------- | ------ | ------ | ------ | ------ | ------ | ------ | ------ | ------ |
| 서력     | 1521년 | 1522년 | 1523년 | 1524년 | 1525년 | 1526년 | 1527년 | 1528년 |
| 간지     | 신사   | 임오   | 계미   | 갑신   | 을유   | 병술   | 정해   | 무자   |

## 같이 보기
- 일본의 연호 일람

| 이전 에이쇼 | 일본의 연호 1521년 ~ 1528년 | 다음 교로쿠 |